# Bornestathes
Bornestathes is een kevergeslacht uit de familie van de boktorren (Cerambycidae). De wetenschappelijke naam van het geslacht werd voor het eerst geldig gepubliceerd in 2012 door Vives & Heffern.

## Soorten
Bornestathes is monotypisch en omvat slechts de volgende soort:
- Bornestathes trusmadianus Vives & Heffern, 2012